# 特定保険医療材料
特定保険医療材料（とくていほけんいりょうざいりょう）は、保険医療機関及び保険薬局（以下「保険医療機関等」という。）における医療材料の支給に要する平均的な費用の額が、診療報酬（手技料、薬剤費など）とは別途に定められている医療材料（医療機器）である。
保険診療において通常は保険医療材料（薬事法上の承認又は認証を得た医療機器・材料）は手技料等に含まれており別に算定することはできない。しかし療養内容のうち特定された場合に限って、特定保険医療材料として別に算定することができる。
- 厚生労働省がその料金（特定保険医療材料）を材料価格基準として告示する。
- 特定保険医療材料料は円で表示されており診療報酬点数にするときは10円で除す。

## 材料価格基準（特定保険医療材料）の構成
- I　医科点数表第2章第2部在宅医療の部（患者に支給）
- II　医科点数表第2章第3部検査、第4部画像診断、第6部注射、第9部処置、第10部手術、第11部麻酔の部（医療者が使用）
- III　医科・歯科点数表　画像診断の部（画像診断のために医療者が使用するフィルムの価格）
- IV～VII　歯科の材料
- VIII　保険薬局（患者に支給）

### 特定医療材料の例
カプセル型内視鏡：77,200円（算定できるための保険医療機関の条件、対象病態などの条件がある）